# Adouakouakro
Adouakouakro  est une localité de l'est de la Côte d'Ivoire, et appartenant au département de Bongouanou, région du Moronou. La localité d'Adouakouakro est un chef-lieu de commune.